# Samuel Kofi Yeboah

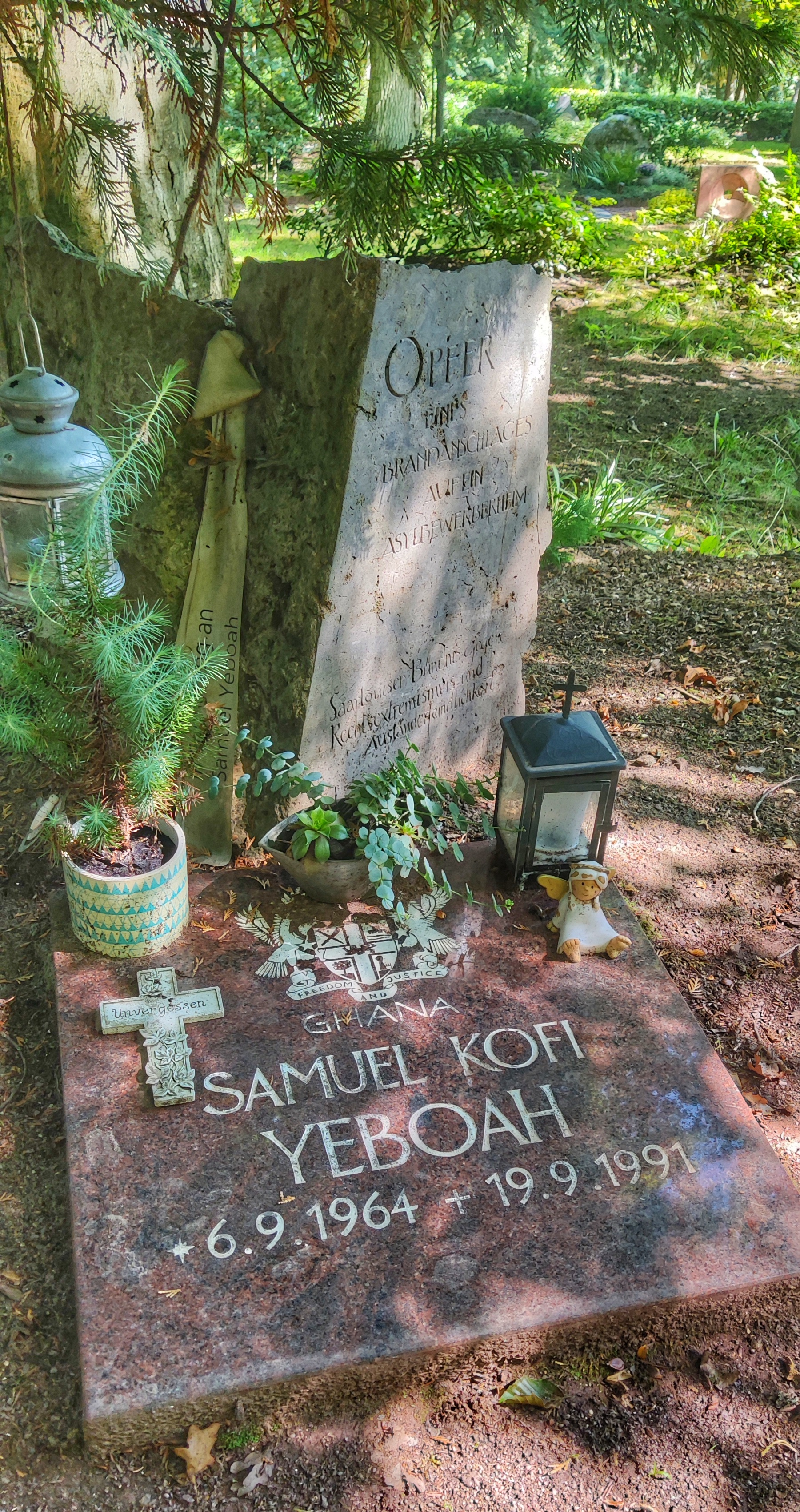
Urnengrab auf dem Friedhof Neue Welt in Saarlouis

Samuel Kofi Yeboah (* 6. September 1964 in Ghana; † 19. September 1991 in Saarlouis, Deutschland) war ein ghanaischer Flüchtling, der 1991 infolge eines Brandanschlags auf eine Asylbewerberunterkunft in Saarlouis-Fraulautern starb.

## Brandanschlag und Ermittlungen
Am 19. September 1991 brach gegen 3.30 Uhr ein Feuer im Treppenhaus der Asylbewerberunterkunft aus, nachdem jemand unter dem ersten Absatz der hölzernen Treppe einen Brandbeschleuniger entzündet hatte. Von 19 Menschen, die zu dieser Zeit in dem vierstöckigen Gebäude schliefen, konnten 16 ins Freie fliehen, nicht jedoch die drei Bewohner des obersten Stockwerks. Zwei Personen sprangen aus einem Fenster und erlitten Knochenbrüche. Samuel Yeboah, der wahrscheinlich über das Treppenhaus zu flüchten versuchte, erlitt schwerste Verbrennungen. Die Feuerwehr fand ihn im Dachgeschoss. Er wurde in ein Krankenhaus gebracht und starb kurz darauf. Die Freiwillige Feuerwehr Saarlouis war mit 50 Feuerwehrleuten und 14 Fahrzeugen im Einsatz.
Zeugen berichteten, ein silbergrauer Pkw sei kurz vor dem Ausbruch des Feuers mit hoher Geschwindigkeit vor dem Wohnheim in der Saarlouiser Straße vorgefahren. Die Polizei ermittelte in alle Richtungen. Nach elf Monaten stellte sie die Ermittlungen im Einvernehmen mit der Staatsanwaltschaft Saarbrücken ein.
Da keine Indizien wie ein Bekennerschreiben oder Nazi-Symbole mit Bezug zur Tat gefunden wurden, konnte die Motivation für den Anschlag zunächst nur vermutet werden. Im Zusammenhang mit der Zunahme flüchtlingsfeindlicher Angriffe in Deutschland und einer Serie von weiteren Anschlägen auf Asylbewerberheime in den Landkreisen Saarlouis und Saarbrücken zu Beginn der 1990er Jahre drängte sich jedoch von Anfang an der Verdacht eines rechtsextremen Hintergrundes auf. In den Jahren 1991/92 wurden mehr als 20 Anschläge und Angriffe auf Flüchtlingsunterkünfte in den Landkreisen Saarlouis und Saarbrücken gezählt. Im August 1991 war ein Brand in einem Heim in Saarlouis-Roden gelegt worden, im September folgte der tödliche Brandanschlag im Stadtteil Fraulautern und im Oktober ein Brand in einer anderen Flüchtlingsunterkunft in Saarlouis. Die Bundesregierung stufte den Anschlag in den Jahren 1993, 1999 und 2009 als „politisch rechts motivierte Gewalttat“ ein. In der Gesamtliste der Amadeu Antonio Stiftung wurde Samuel Yeboah schon vor den neuen Ermittlungen ab 2020 als „Todesopfer rechter Gewalt“ geführt.
Im Sommer 2020 richtete die Polizei im Saarland eine Sonderkommission namens „Welle“ ein, die zu dem Mord an Yeboah neu ermittelte. Die saarländische Generalstaatsanwaltschaft gab das Ermittlungsverfahren an den Generalbundesanwalt Peter Frank ab. Die Bundesanwaltschaft ermittelte nun wegen Mordes sowie 18-fachen Mordversuchs und ging dabei von einem rechtsextremistischen Hintergrund der Tat aus. Im Januar 2021 wurden in Saarlouis Durchsuchungen zu dem Fall genehmigt und vollzogen.
Anfang April 2022 wurde auf Antrag der Bundesanwaltschaft der 1971 geborene polizeibekannte ehemalige Neonazi-Führer Peter Werner S. festgenommen, nachdem sich Indizien zu einem dringenden Tatverdacht bezüglich des Brandanschlags verdichtet hatten.
Der Angeklagte wurde im Oktober 2023 vom Staatsschutzsenat des Oberlandesgerichts Koblenz wegen Mordes in Tateinheit mit besonders schwerer Brandstiftung und mit tateinheitlich begangenen zwölffachen versuchten Mordes jeweils in Tateinheit mit versuchter besonders schwerer Brandstiftung zu sechs Jahren und zehn Monaten Jugendstrafe verurteilt. Die Verurteilung erfolgte nach Jugendstrafrecht, da der Angeklagte zum Tatzeitpunkt erst 20 Jahre alt war.
Während des Prozesses gegen S. wurde im Juni 2023 der 54-jährige ehemalige Saarlouiser Skinhead-Anführer Peter St. verhaftet. Er hatte im Prozess gegen S. als Zeuge ausgesagt, dabei jedoch von seinem Zeugnisverweigerungsrecht Gebrauch gemacht, um sich nicht selbst zu belasten.  Am 13. November 2023 erhob die Bundesanwaltschaft gegen den immer noch in Untersuchungshaft befindlichen St. Anklage wegen Beihilfe zum Mord.

## Gedenken
Samuel Yeboah wurde am 10. Oktober 1991, knapp drei Wochen nach seinem Tod, in einem Urnen-Grabfeld des Friedhofs „Neue Welt“ in Saarlouis bestattet. An der Trauerfeier nahmen etwa 200 Gäste teil, darunter Familienangehörige, Freunde und Politiker. Neben der Grabplatte, auf der Yeboahs Name und seine Lebensdaten stehen, wurde später ein Gedenkstein aufgestellt, auf dem zu lesen ist: „Opfer eines Brandanschlages auf ein Asylbewerberheim“. Das Grab wird nicht aufgelöst und bleibt auf Kosten der Stadt als Mahnmal erhalten.
Insbesondere anlässlich des 5., 10., 15., 20. und 25. Todestages fanden in Saarlouis, teils auch an weiteren Orten im Saarland, öffentliche Aktionen zur Erinnerung an Samuel Yeboah statt, die von Aktivisten wie der regionalen Antifa-Gruppe „Antifa Saar/Projekt AK“ veranstaltet wurden.
Antifaschistische Gruppen fordern seit dem tödlichen Anschlag, Samuel Yeboah als Opfer rechter Gewalt anzuerkennen und an einem zentralen Platz in Saarlouis einen Ort des Gedenkens einzurichten. Während einer Demonstration zum 10. Todestag wurde am 19. September 2001 an der denkmalgeschützten Rathausfassade ohne Genehmigung der Eigentümer eine Gedenkplatte aus Stein angebracht. In der Aufschrift wurde Yeboah als Flüchtling aus Ghana bezeichnet, der „durch einen rassistischen Brandanschlag in Saarlouis ermordet“ wurde. Auf Anweisung des Oberbürgermeisters wurde die Platte am selben Tag entfernt. Die Stadtverwaltung gewann im Jahr 2005 vor dem Amtsgericht Saarbrücken einen Schadensersatzprozess gegen den Anmelder der Demonstration.
Anlässlich des 15. Todestages im Jahr 2006 schlug ein „Runder Tisch für ein öffentliches Gedenken an Samuel Yeboah“ vor, die Von-Lettow-Vorbeck-Straße in Saarlouis in Samuel-Yeboah-Straße umzubenennen. Im Stadtrat wurde der Vorschlag nur von dem Stadtverordneten der Linken Dirk Scholl und der Fraktion der FWG unterstützt, während die anderen Fraktionen ihn ablehnten. (Als die Von-Lettow-Vorbeck-Straße im Jahr 2010 umbenannt wurde, erhielten zwei Teilstücke der Straße die Namen Walter-Bloch-Straße und Hubert-Schreiner-Straße.) Aktivisten der Antifa Saar brachten am 19. September 2014 in der Saarlouiser Straße, wo der Brandanschlag stattgefunden hatte, ein Straßenschild mit der Aufschrift Samuel-Yeboah-Str. zusammen mit einem erläuternden Zusatzschild an und informierten die Anwohner in einem Brief über die symbolische „Änderung ihrer Anschrift“.
Die Antifa Saar schuf im April 2016 einen „virtuellen Gedenkstein“ für Yeboah im Internet und organisierte zum 25. Todestag im September 2016 unter dem Kampagnenmotto „Hass hat Konsequenzen“ Gedenkveranstaltungen in mehreren Städten des Saarlands. Die Aktion 3. Welt Saar beklagte, dass die Stadt Saarlouis nach wie vor „ein öffentliches Gedenken im Stadtbild von Saarlouis“ verweigere, obwohl schon 2006 fünf Vorschläge gemacht worden seien, nämlich: öffentliche Gedenkveranstaltungen alle ein bis zwei Jahre, Thematisierung des Brandanschlags im Schulunterricht, Schaffung einer Skulptur als Denkmal für Samuel Yeboah, Benennung einer Straße nach ihm sowie Gedenken im Rahmen der Öffentlichkeitsarbeit der Stadt, zum Beispiel auf ihrer Website. Der Saarländische Flüchtlingsrat forderte ebenfalls die Umsetzung dieser Vorschläge und ließ „in Erinnerung an Samuel Yeboah“ Großflächenplakate mit der Botschaft „Rassismus tötet“ aufhängen.
Im Zusammenhang mit den neuen Ermittlungen im Jahr 2020 sagten der Saarlouiser Oberbürgermeister Peter Demmer (SPD) und Bürgermeisterin Marion Jost (CDU), falls sich ein rassistischer Hintergrund der Tat nachweisen lasse, müsse das Gedenken neu bewertet werden.